# متروی اسلو
متروی اسلو (به نروژی: Oslo T-bane) سیستم قطار شهری زیرزمینی در شهر اسلو، نروژ است.
این مترو که در سال ۱۹۶۶ تأسیس شده، دارای ۵ خط، ۱۰۱ ایستگاه و ۸۵ کیلومتر طول است.

## نقشه

نقشه متروی اسلو

## نگارخانه

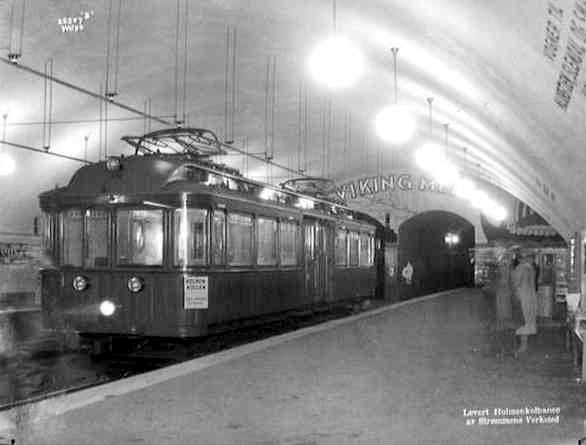
۱۹۲۸
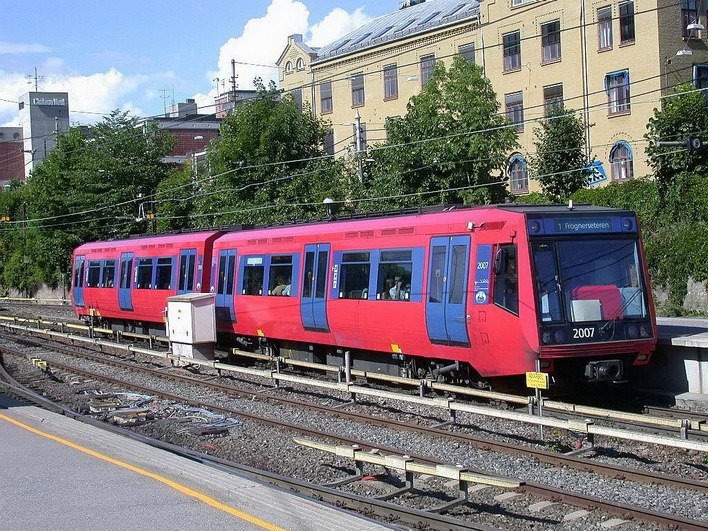
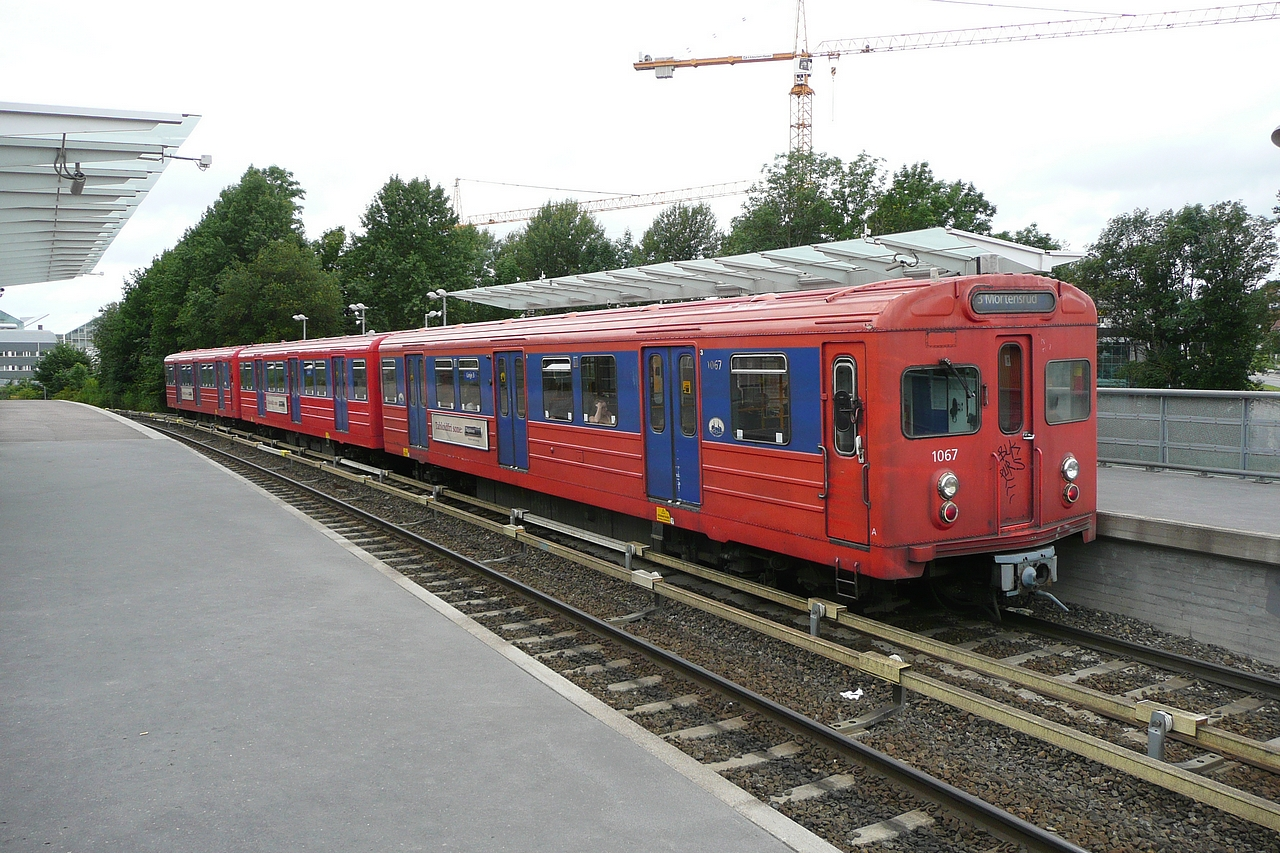
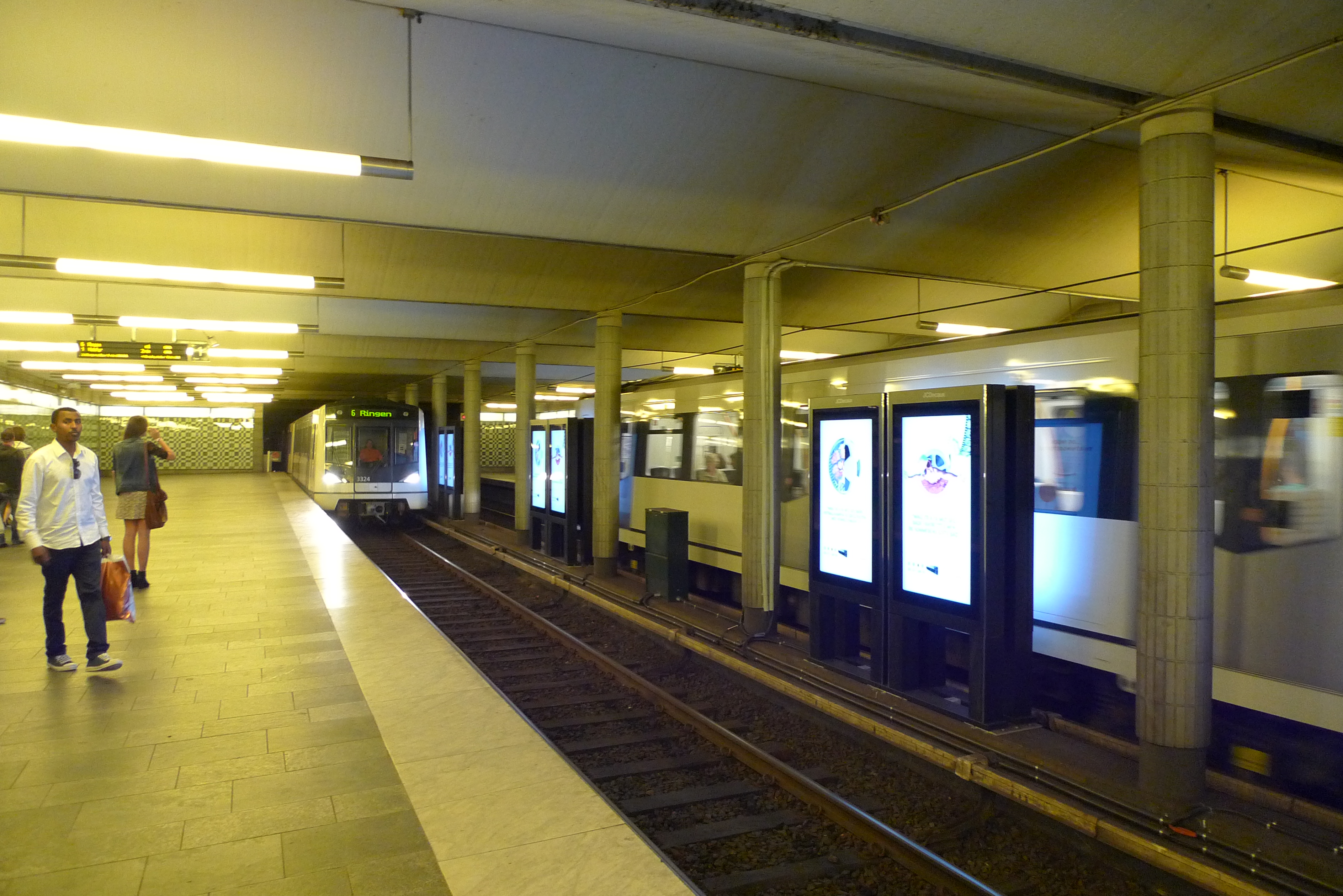
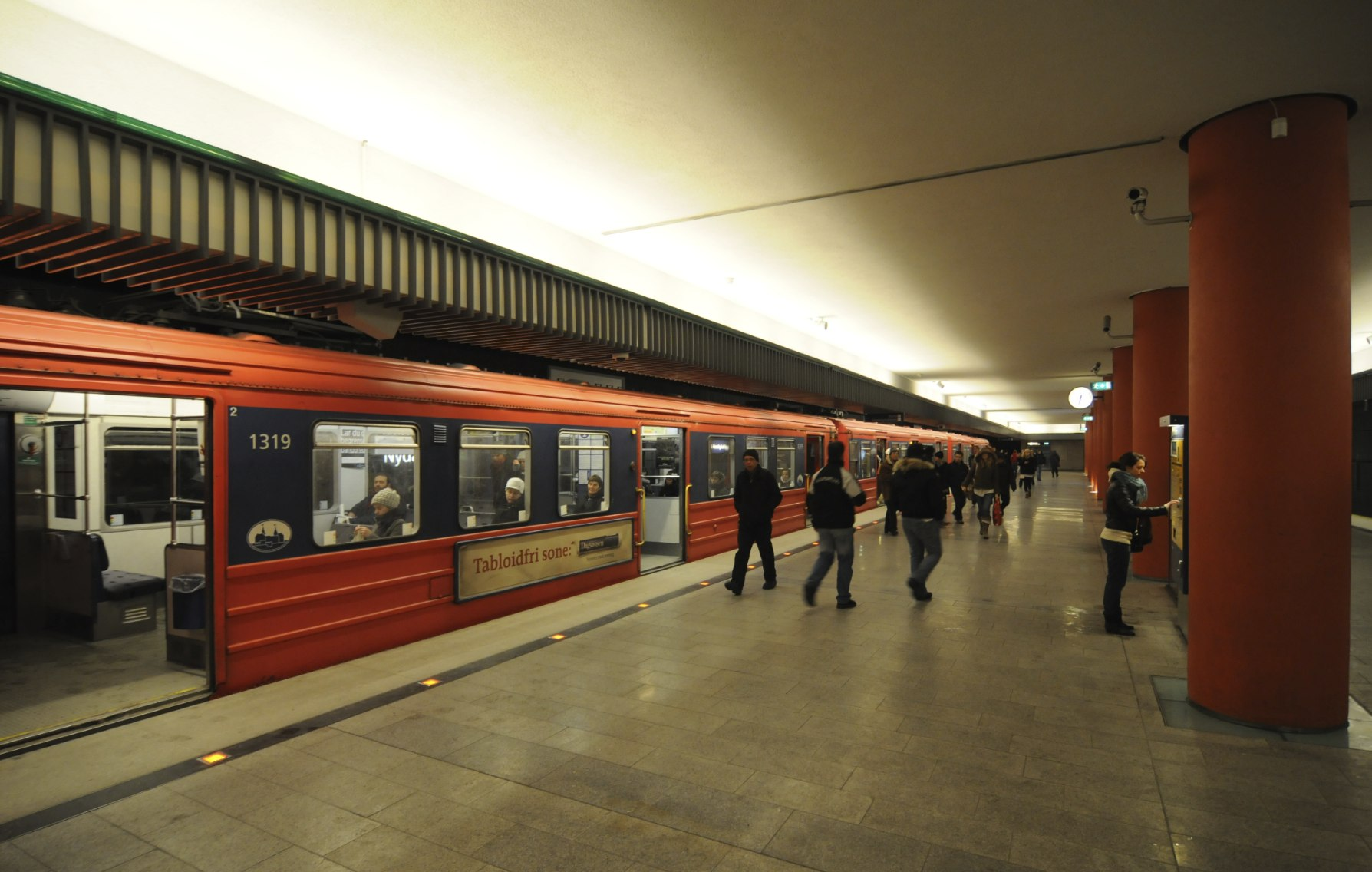
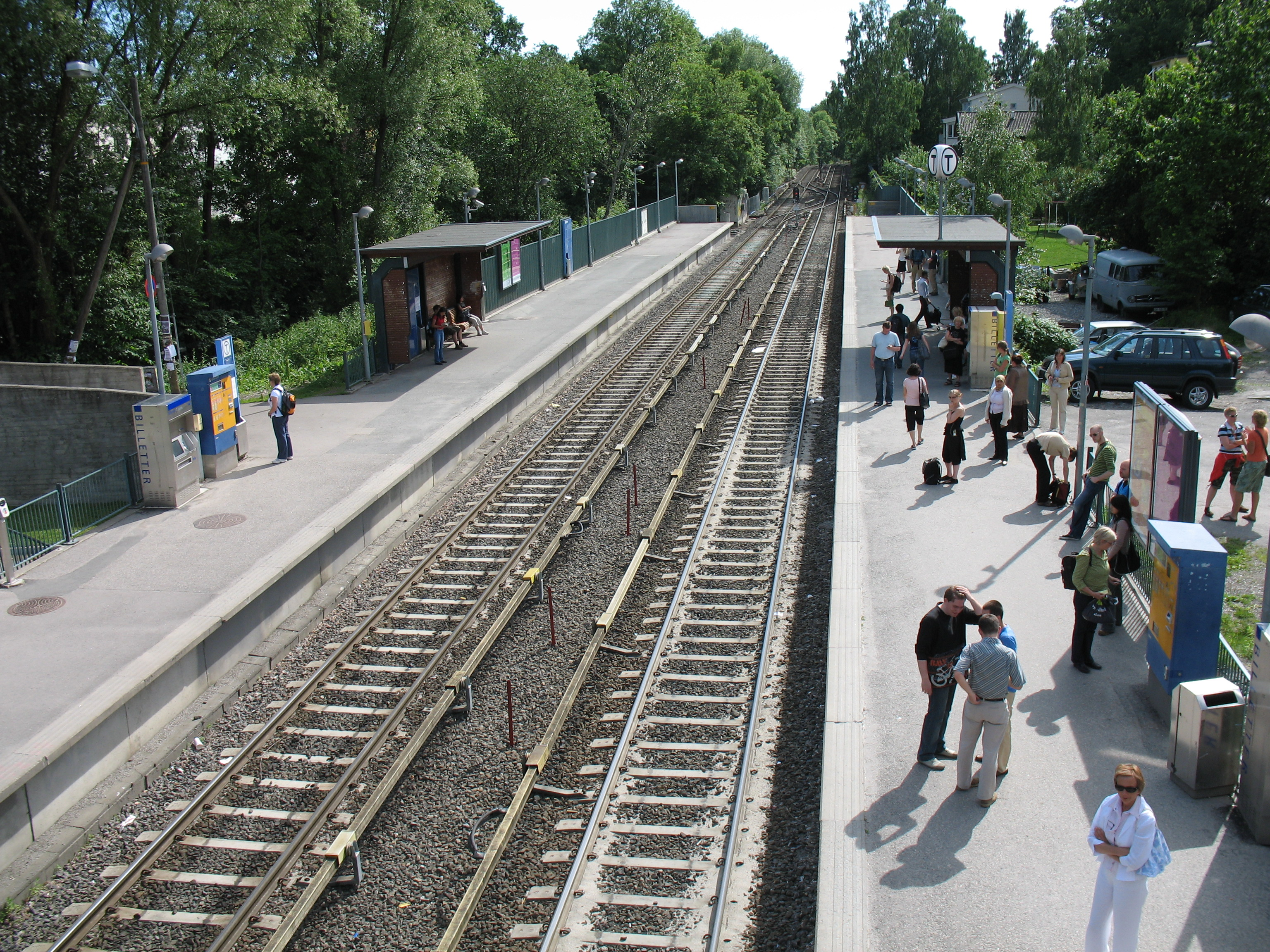
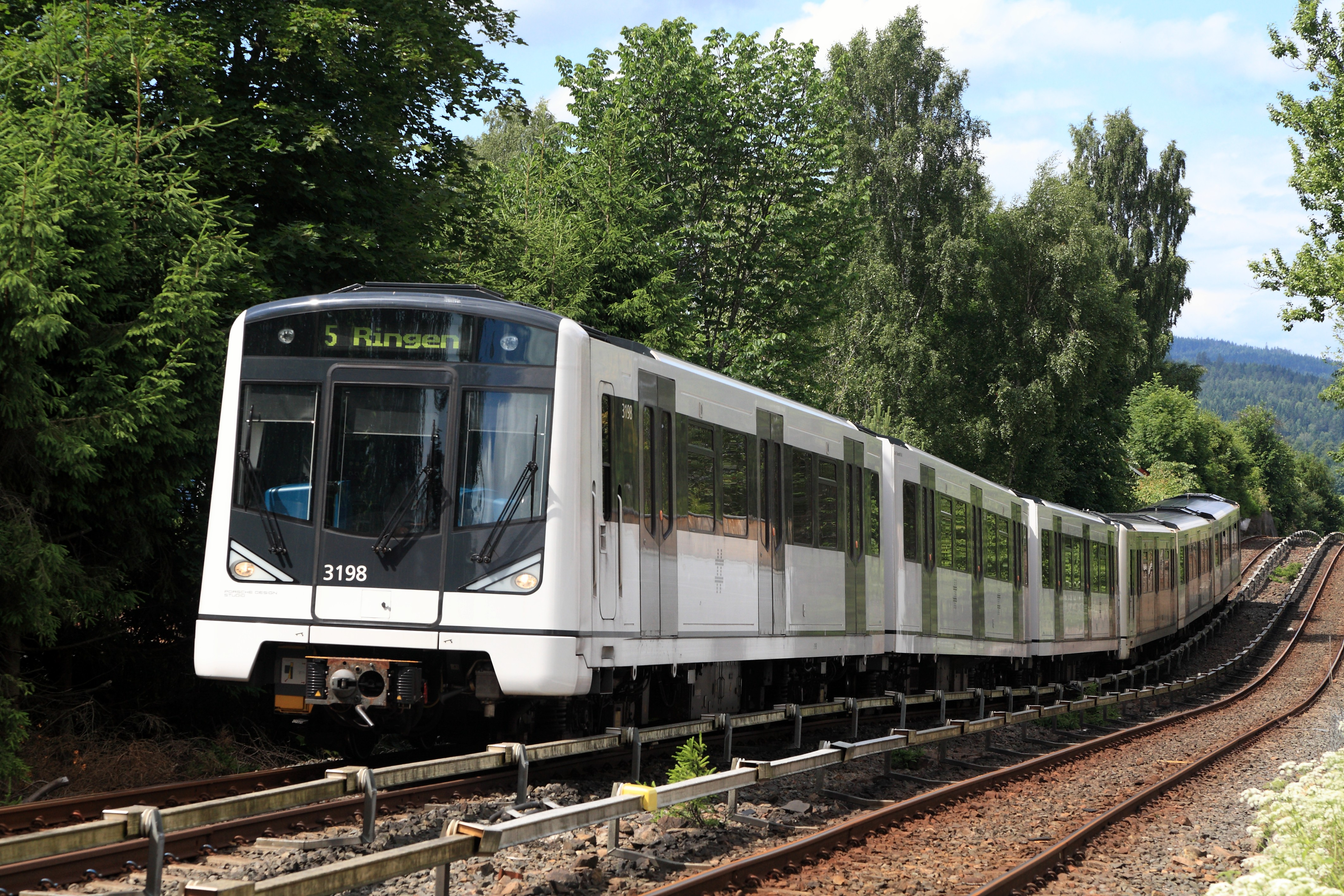